# Соболи (Брестская область)
Соболи (бел. Сабалі́) — деревня в Берёзовском районе Брестской области Беларуси, в составе Сигневичского сельсовета. Население — 60 человек (2019).

## География
Деревня находится в 17 км к юго-западу от города Берёза и в 5 км к юго-западу от центра сельсовета, агрогородка Сигневичи. Местность принадлежит к бассейну Днепра, рядом с деревней существует сеть мелиоративных каналов со стоком в канал Винец, а оттуда — в Ясельду. Соболи располагаются южнее автомагистрали М1, связаны местными дорогами с ней, и окрестными деревнями. Ближайшая ж/д станция Кабаки на магистрали Минск — Брест находится в 12 км к северу.

## История
Поселение известно с середины XVI века. В 1563 году в составе Кобринской экономии.
После третьего раздела Речи Посполитой (1795 год) в составе Российской империи. Административно Соболи принадлежали Пружанскому уезду Гродненской губернии. В 1863 году около деревни шли бои между повстанцами и царскими отрядами. Убитые повстанцы были захоронены на месте боя в одной братской могиле, сохранившейся до нашего времени.
Согласно переписи 1897 года деревня в составе Ревятичской волости Пружанского уезда Гродненской губернии, действовал магазин.
С 1915 года оккупирована германскими войсками, с 1919 года до июля 1920 года и с августа 1920 года — войсками Польши (в июле временно установлена советская власть). Согласно Рижскому мирному договору (1921) село вошло в состав межвоенной Польши. В 1924 году принадлежало гмине Ревятичи Пружанского повета Полесскому воеводству, с 1932 года в гмине Сигневичи. 
С 1939 года в составе БССР. С 1940 года в Ревятичском сельсовете. В 1941—1944 годах оккупирована немецко-фашистскими захватчиками. На фронтах Великой Отечественной войны погибли 12 односельчан.

## Население
| Численность населения | Численность населения | Численность населения | Численность населения | Численность населения | Численность населения | Численность населения | Численность населения | Численность населения | Численность населения |
| 1897                  | 1905                  | 1924                  | 1940                  | 1959                  | 1970                  | 1999                  | 2005                  | 2009                  | 2019                  |
| --------------------- | --------------------- | --------------------- | --------------------- | --------------------- | --------------------- | --------------------- | --------------------- | --------------------- | --------------------- |
| 365                   | ↗395                  | ↘254                  | ↗469                  | ↘430                  | ↗460                  | ↘157                  | ↘130                  | ↘88                   | ↘60                   |

## Достопримечательности

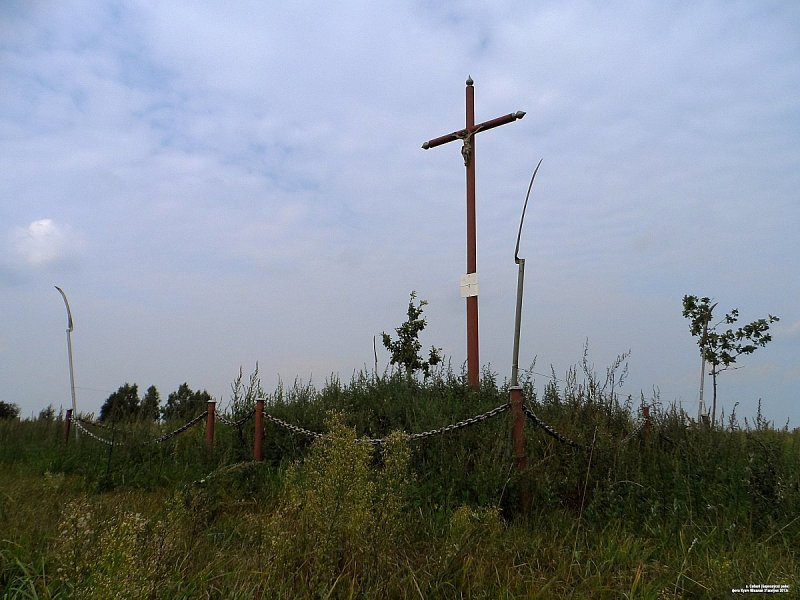
Братская могила участников восстания 1863 года

- Братская могила участников восстания 1863 года.
- Памятник землякам.
- Культурно-этнографический комплекс «Наш родны кут Сабалі», около деревни Соболи, на 100-м километре трассы М1.